# IX. Leó pápa
Szent IX. Leó (eredeti nevén: Bruno, Egisheim-Dagsburg grófja, Egisheim, 1002. június 21. – Róma, 1054. április 19.) III. Henrik német-római császár a privilegium ottoniarumot alkalmazva Toul püspökét, Brúnót emelte a pápai trónra. Leó művelt, okos és jámbor ember volt, a negyvenes éveiben járt. A katolikus egyház 152. egyházfője volt. Az első és egyetlen elzászi pápa, és az első, aki Magyarországon járt.

## Pápaság előtt
Ötéves korában anyja Bertoul, Toul püspökére bízta. Jó mesterek vezetése alatt elvégezte a trivium és a quadrivium minden tanulmányát. Értékes író, zenész, majd teológus vált belőle. 22 évesen diakónussá szentelték. 1024-ben II. Konrád udvari káplánná nevezte ki. Hermann, touli püspök halálakor a papság utódául választotta. Reformtevékenységét az apátságokra és a monostorokra összpontosította. 

## Pápaság
Mikor III. Henrik 1048-ban őt jelölte pápának, Brunóban ellenérzéseket váltott ki, de végül meghajolt a császár akarata előtt. Bruno zarándokként mezítláb ment be Rómába, ahol a nép ujjongva köszöntötte.

### Reform
A Theophilactusok és Tusculumiak befolyásos római családoktól függő pápák rossz kormányzása után nagyon sok visszaélés terjedt el az itáliai, német, francia és spanyol egyházmegyékben. Az öt év alatt, amíg Leo pápaságát irányította csak néhány hónapot töltött Rómában (húsvétokat). Trónra lépése után Paviába ment, hogy ott szinódust tartson, utána Szászországban találkozott a császárral, majd a reimsi szinóduson elnökölt. 1050-ben bejárta egész Itáliát. Az 1051-es és 1052-es évek itáliai utazásokkal teltek. 1052-ben  a császár pozsonyi táborába ment békét közvetíteni III. Henrik német-római császár és András magyar király között. 
Leó pápa apostoli útjai mérhetetlen előnyöket hoztak a pápai tekintély számára, hiszen az egyetemes pápa fogalma itt konkrét kereteket öltött.
A tucatnyi szinóduson a reformeszmék változatlanok maradtak. A szimónia elleni harcot teológiai érvek is megkövetelték. A szimóniában vétkesek meggátolták a Szentlélek szabad működését, meghamisították Krisztusnak a római katolikus egyházzal való valódi kapcsolatát. Umberto De Silva rendszeresen újraszentelt minden szimóniában vétkes püspököt és papot, annak ellenére, hogy az 1049-es római szinódus ellenezte azt a rendeletet, amely minden szimóniákus felszentelést érvénytelennek tekintett. Leo nem elégedett meg a reform eszmék hirdetésével, hanem az arra méltatlan papokat megfosztotta székhelyüktől és kiközösítette őket. A reimsi zsinaton ismét megerősítette Róma püspökének hatalmát.

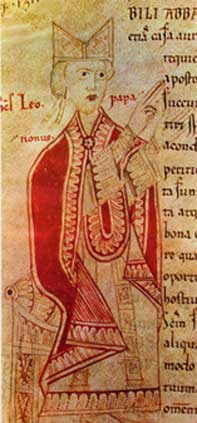
IX. Leó pápa

### Politika
Politikai oldalon sikertelenné vált a pápai államnak a normann veszélytől fegyverrel történő megvédésére tett kísérlete. Saját pénzen egy német lovagokból álló kisebb sereget szerződtetett, egyesítette az itáliai csapatokkal, és dél felé irányította őket. De azok, mielőtt a görög csapatokkal egyesülhettek volna, Civitate mellett súlyos vereséget szenvedtek 1053. június 16-án. Ő maga is a normannok fogságába került, és Beneventóba vitték. A normannok kibékültek a pápával, feloldozást kaptak a kiközösítés alól, és elnyerték a földjeik invesztitúrajogát. Hat hónapi fogság után IX. Leo ereje meggyengült, visszatért Rómába, és nemsokára meghalt.

### A nagy egyházszakadás (szkizma)
Ökumené tekintetében Leo pápasága még nagyobb kudarcba fulladt. Elkezdődött a Kelet és Nyugat közötti nagy egyházszakadás. Róma és Konstantinápoly összeütközése nem teológiai okokból, hanem területek feletti jurisdikciós érdekek miatt történt (mindkét fél igényt tartott Dél-Itáliára és Bulgáriára). Leo néhány kérdés szabályozására követeket küldött Konstantinápolyba, Umberto di Silva Candida bíborost és Lotaringiai Frigyest, a római egyház kancellárját. Mindkettő igen művelt, de diplomáciai érzéktől mentes ember volt. A legátusok a pápa halála után két hónappal érkeztek Konstantinápolyba. Kérullariosz pátriárka azonban nem volt hajlandó semmilyen engedményre, és nem tartotta előnyösnek a görögök kibékülését a latinokkal. 1054. június 16-án Umberto di Silva Candida bíboros a Hagia Szophia-templomban tartott Istentisztelet alatt a nyilvánosság előtt Kérullarioszt eretneknek nyilvánította és kiközösítette követőivel együtt. A pátriárka azonnal szinódust hívott össze, amelyen elítélték a kiközösítési bullát és szerzőit. Ez volt a görög és latin egyház közötti nagy szakadás (szkizma) kezdete, de ekkor már Leo több hónapja halott volt.
IX. Leo pápa földi életét a Szent Péter bazilikában fejezte be, miután elrendelte a Nagy doxológia énekének belefoglalását a szentmisébe. A római egyház a szentek közé emelte. 

## Művei
- Documenta Catholica Omnia (latin nyelven). (Hozzáférés: 2011. december 6.)

| Előző pápa: II. Damáz | Római pápa 1049 – 1054 | Következő pápa: II. Viktor |